# Episodi di Amore in soffitta
La prima stagione della serie televisiva Amore in soffitta è stata trasmessa negli Stati Uniti d'America dalla ABC tra il 13 settembre 1966 e il 6 aprile 1967.
In Italia fece il suo esordio martedì 5 ottobre 1976 sulla Rete 1 della RAI (l'odierna RAI 1), inaugurando la fascia 19:20-19:45 che per diversi anni fu dedicata alla messa in onda dei principali telefilm dell'epoca (principalmente sit-com)
| nº | Titolo originale                           | Titolo italiano                    | Prima TV USA      | Prima TV Italia (* archivio Radiocorriere TV Italia - anno 1976) www.radiocorriere.teche.rai.it/Fascicoli.aspx?data=1976 |
| -- | ------------------------------------------ | ---------------------------------- | ----------------- | --- |
| 1  | Pilot                                      | Per colpa di un panino             | 6 settembre 1966  | 5 ottobre 1976 |
| 2  | 117 Ways to Cook Hamburger                 | 117 modi per cucinare un hamburger | 13 settembre 1966 | 6 ottobre 1976 |
| 3  | My Husband, the Knight                     | Un invito a cena                   | 20 settembre 1966 | 7 ottobre 1976 |
| 4  | The Big Brass Bed                          | Letto a quattro ruote              | 27 settembre 1966 | 8 ottobre 1976 |
| 5  | The Six Dollar Surprise                    | Una sorpresa da sei dollari        | 4 ottobre 1966    | 11 ottobre 1976 |
| 6  | The Chocolate Hen                          | Il weekend di Dave e Julie         | 11 ottobre 1966   | 13 ottobre 1976 |
| 7  | Homecoming                                 | Genitori in difficoltà             | 18 ottobre 1966   | 12 ottobre 1976 |
| 8  | One Picture Is Worth...                    | I quadri di Paul Burgeas           | 25 ottobre 1966   | 14 ottobre 1976 |
| 9  | Chinchilla Rag                             | Max e Minnie                       | 1º novembre 1966  | 15 ottobre 1976 |
| 10 | Who Is Sylvia?                             | S come Silvia                      | 15 novembre 1966  | 18 ottobre 1976 |
| 11 | War on a Rooftop                           | Le iniziative di Stan              | 22 novembre 1966  | 19 ottobre 1976 |
| 12 | Dave's Night Out                           | Le serate di Dave                  | 29 novembre 1966  | 20 ottobre 1976 |
| 13 | There's Got to Be Something Wrong with Her | Barbara                            | 6 dicembre 1966   | 21 ottobre 1976 |
| 14 | But Is It Really You?                      | Il vaso cinese                     | 13 dicembre 1966  | 22 ottobre 1976 |
| 15 | The Fifty Dollar Misunderstanding          | La storia da 50 $                  | 20 dicembre 1966  | 25 ottobre 1976 |
| 16 | Frocks of Trouble                          | Il marito sbagliato                | 27 dicembre 1966  | 30 ottobre 1976 |
| 17 | Going Home to Daughter                     | Per guadagnare di più              | 3 gennaio 1967    | |
| 18 | Let It Rain                                | I due abiti da sera                | 12 gennaio 1967   | 26 ottobre 1976 |
| 19 | King of the Castle                         | Una notte tranquilla               | 19 gennaio 1967   | 08 novembre 1976 |
| 20 | My Father, the TV Star                     | Papa' divo                         | 26 gennaio 1967   | 29 ottobre 1976 |
| 21 | Who Was That Husband I Saw You With?       | Tutto per l'arte                   | 2 febbraio 1967   | 04 novembre 1976 |
| 22 | Shotgun Honeymoon                          | La luna di miele                   | 9 febbraio 1967   | 01 novembre 1976 |
| 23 | Musical Apartments                         | Camping sul tetto                  | 16 febbraio 1967  | 06 novembre 1976 |
| 24 | Low Calorie Love                           | Le calorie dell'amore              | 23 febbraio 1967  | 03 novembre 1976 |
| 25 | The Sell Out                               | Per guadagnare di più              | 2 marzo 1967      | 28 ottobre 1976 |
| 26 | The Letter Bug                             | Il tarlo della lettera             | 9 marzo 1967      | 05 novembre 1976 |
| 27 | Stork on a Rooftop                         | La soffitta dell'amore             | 16 marzo 1967     | 27 ottobre 1976 |
| 28 | One Too Many Cooks                         | L'appartamento D                   | 23 marzo 1967     | 09 novembre 1976 |
| 29 | Debt of Gratitude                          | Una cuoca di troppo                | 30 marzo 1967     | 10 novembre 1976 |
| 30 | Murder in Apartment D                      | La cicogna nella soffitta          | 6 aprile 1967     | 11 novembre 1976 |